# Batalla de Helsingborg
La batalla de Helsingborg se libró en 1362 entre las flotas de Dinamarca y la Liga Hanseática. La flota danesa luchaba comandada por el rey Valdemar IV, mientras que la de la Hansa lo hacía al mando de Johann Wittenborg, alcalde de Lübeck. Los daneses salieron victoriosos.